# Steven Maekawa
Steven John Maekawa, OP (22 de noviembre de 1967) es un prelado estadounidense y fraile dominico de la Iglesia Católica que se desempeña como obispo de la Diócesis de Fairbanks en Alaska.  En el momento de su nombramiento, se desempeñaba como sacerdote en la Arquidiócesis de Anchorage-Juneau, como párroco de la Catedral Vieja de la Sagrada Familia.

## Biografía

### Primeros Años
Steven Maekawa nació el 22 de noviembre de 1967 en Seattle, Washington.  Mientras asistía a la Universidad de Washington, sus conversaciones con los frailes dominicos lo convencieron de ingresar a su orden religiosa.
Después de graduarse con una licenciatura en arquitectura en 1990,Maekawa ingresó a la Orden Dominica y profesó sus primeros votos el 14 de septiembre de 1991.  En 1998 Maekawa recibió una Maestría en Divinidad de la Escuela Dominica de Filosofía y Teología en Berkeley, California.

### Sacerdocio
Maekawa fue ordenado sacerdote el 29 de mayo de 1998 en la Iglesia de San Agustín en Oakland, California, para la Diócesis de Oakland, por el obispo John Cummins.  Después de su ordenación, los dominicos asignaron a Maekawa como sacerdote en la parroquia de Santo Domingo en San Francisco, California.  
En 2002, fue nombrado director del Centro Newman de la Universidad de Washington.  Maekawa regresó a San Francisco en 2005 para convertirse en prior del Noviciado del Priorato de Santo Domingo en San Francisco.  Se desempeñaría como prior de 2005 a 2007 y de 2012 a 2015.
En 2007, los dominicos nombraron a Maekawa director de vocaciones para la Provincia Occidental. De 2001 a 2011, en varios despliegues entre sus otros puestos, sirvió como capellán de reserva en el Cuerpo de Capellanes de la Marina de los Estados Unidos.  Fue a Afganistán en 2004 en la Operación Libertad Duradera, trabajando con la 25ª División de Infantería del Ejército de Estados Unidos, por la que recibió una medalla por su servicio activo.
En 2016, los dominicos asignaron a Maekawa como párroco de la Antigua Catedral de la Sagrada Familia en Anchorage, donde permanecería durante los próximos siete años.  Allí creó un programa de extensión para las comunidades yupik e inuit en áreas silvestres de Alaska.

### Obispo de Fairbanks
El Papa Francisco nombró a Maekawa obispo de Fairbanks el 11 de julio de 2023.  Fue consagrado el 12 de octubre de 2023 en el Centro Carlson de Fairbanks por el arzobispo Andrew Bellisario, con los obispos Chad Zielinski y Michael Barber como co-consagradores.
Dentro de la Conferencia de Obispos Católicos de Estados Unidos, es miembro del Subcomité de Asuntos Nativos Americanos.